# Discographie de B.B. King

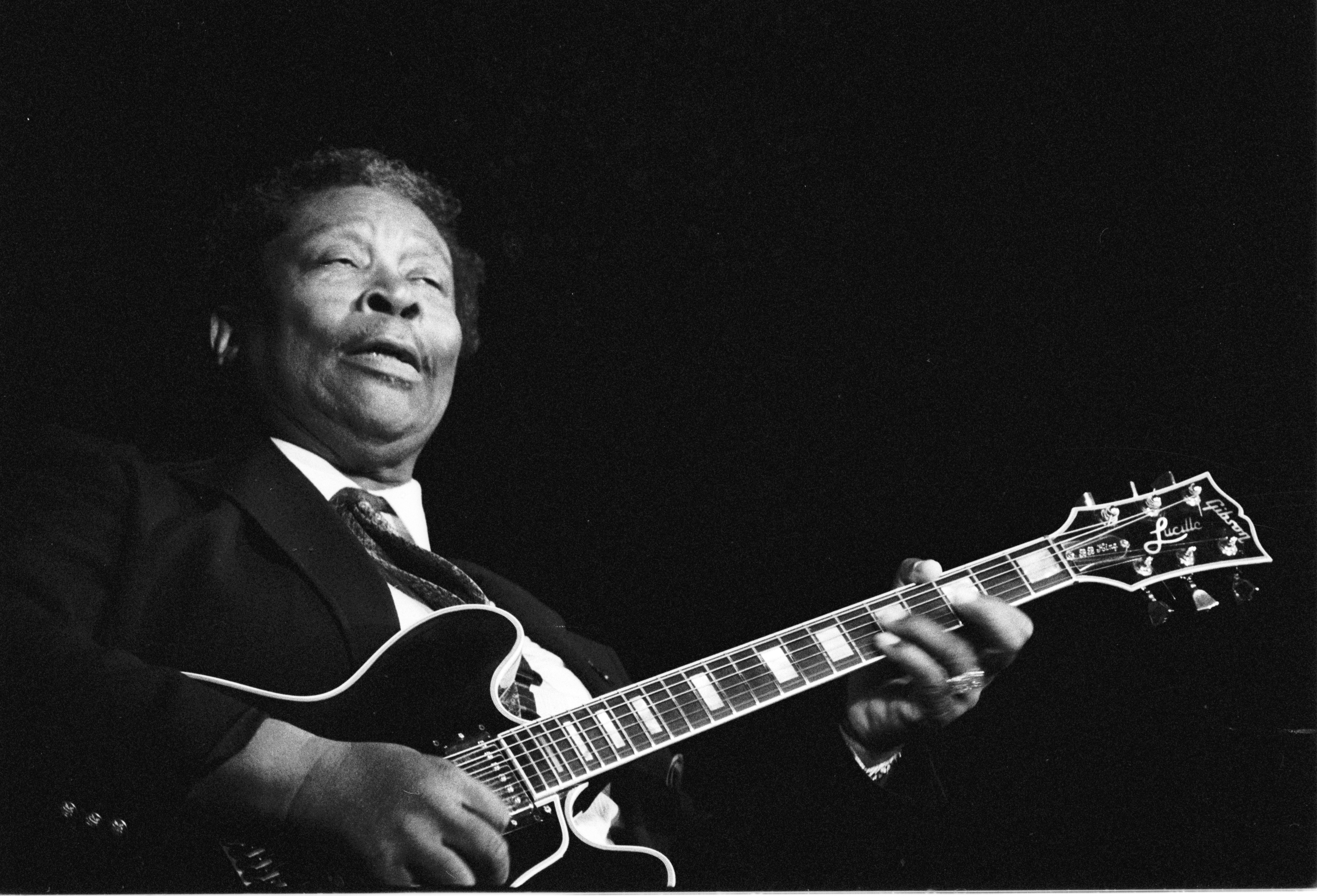
B.B. King.

Cet article liste la discographie de l'auteur-compositeur-interprète et musicien de blues B. B. King.

## Albums

### Albums Studio
La liste complète des albums studio officiels de B. B. King, hors rééditions, s'établit comme suit :
- 1957 : Singin' the Blues (compilation de ses premiers singles de 1951 à 1956)[1]
- 1958 : The Blues
- 1959 : B.B. King Wails
- 1959 : Sings Spirituals
- 1960 : The Great B. B. King
- 1960 : King of the blues
- 1961 : My Kind of Blues
- 1961 : More B.B. King
- 1962 : Easy Listening Blues
- 1962 : Blues in My Heart
- 1963 : Going Home
- 1963 : Mr. Blues
- 1966 : Confessin' the Blues
- 1967 : Blues Is King
- 1968 : Blues on Top of Blues
- 1968 : Lucille
- 1969 : Live & Well (face 1 enregistrée live, face 2 en studio)
- 1969 : Completely Well
- 1970 : Indianola Mississippi Seeds
- 1971 : B. B. King in London
- 1972 : L.A. Midnight
- 1972 : Guess Who
- 1973 : To Know You Is To Love You
- 1974 : Friends
- 1975 : Lucille Talks Back
- 1977 : King Size
- 1978 : Midnight Believer
- 1979 : Take It Home
- 1981 : There Must Be a Better World Somewhere
- 1982 : Love Me Tender
- 1983 : Blues 'N' Jazz
- 1985 : Six Silver Strings
- 1988 : King of the Blues: 1989
- 1991 : There is Always One More Time
- 1993 : Blues Summit
- 1995 : Lucille & Friends
- 1997 : Deuces Wild
- 1998 : Blues on the Bayou
- 1999 : Let the Good Times Roll
- 2000 : Riding with the King
- 2000 : Makin' Love Is Good for You
- 2001 : A Christmas Celebration of Hope
- 2003 : Reflections
- 2005 : B. B. King & Friends: 80
- 2007 : The Best of the Early Years
- 2008 : One Kind Favor

### Albums Live
La liste complète des albums live officiels de B.B. King, hors rééditions, s'établit comme suit :
- 1965 : Live at the Regal
- 1967 : Blues is King
- 1969 : Live & Well (face 1 enregistrée live, face 2 en studio)
- 1971 : Live in Cook County Jail
- 1974 : B.B. King and Bobby Bland Together for the First Time... Live
- 1976 : Bobby Bland and B.B. King Together Again... Live
- 1980 : Now Appearing at Ole Miss
- 1982 : The Crusaders with B.B. King - Royal Jam
- 1982 : Live in London
- 1990 : B. B. King and Sons Live
- 1991 : Live at San Quentin
- 1991 : Live at the Apollo
- 1999 : Live in Japan
- 2007 : Forever Gold : B. B. King Live
- 2008 : Live At The BBC
- 2012 : Live at the Royal Albert Hall 2011
- 2024 : In France : Live at the 1977 Nancy Jazz Pulsations Festival

### Compilations notables
- 1992 : King of the Blues (coffret 4 CD MCA Records)
- 1999 : His Definitive Greatest Hits (en) (2 CD)
- 2002 : The Vintage Years (coffret 4 CD ACE)
- 2005 : The Ultimate Collection (en)
- 2007 : The Best of the Early Years (en)

### Singles
| Date de sortie | Titre                                    | Meilleurs classements dans les charts | Meilleurs classements dans les charts | Meilleurs classements dans les charts | Meilleurs classements dans les charts | Album                                            |
| Date de sortie | Titre                                    | US                                    | US R&B                                | US Rock                               | UK charts                             | Album                                            |
| -------------- | ---------------------------------------- | ------------------------------------- | ------------------------------------- | ------------------------------------- | ------------------------------------- | ------------------------------------------------ |
| 1951           | 3 O'Clock Blues                          | -                                     | 1                                     | -                                     | -                                     | Singin' the Blues (1957)                         |
| 1952           | Shake It Up and Go                       | -                                     | -                                     | -                                     | -                                     | -                                                |
| 1952           | Story from My Heart and Soul             | -                                     | 9                                     | -                                     | -                                     | -                                                |
| 1953           | Woke Up This Morning                     | -                                     | 3                                     | -                                     | -                                     | Singin' the Blues                                |
| 1953           | Please Love Me                           | -                                     | 1                                     | -                                     | -                                     | -                                                |
| 1953           | Please Hurry Home                        | -                                     | 4                                     | -                                     | -                                     | -                                                |
| 1954           | The Woman I Love                         | -                                     | 31                                    | -                                     | -                                     | -                                                |
| 1954           | When My Heart Beats Like a Hammer        | -                                     | 8                                     | -                                     | -                                     | -                                                |
| 1954           | You Upset Me Baby                        | -                                     | 1                                     | -                                     | -                                     | Singin' the Blues                                |
| 1955           | Sneaking Around                          | -                                     | 14                                    | -                                     | -                                     | -                                                |
| 1955           | Every Day I Have the Blues               | -                                     | 8                                     | -                                     | -                                     | Singin' the Blues                                |
| 1955           | Ten Long Years                           | -                                     | 9                                     | -                                     | -                                     | Singin' the Blues                                |
| 1956           | Crying Won't Help You                    | -                                     | 15                                    | -                                     | -                                     | Singin' the Blues                                |
| 1956           | Sweet Little Angel                       | -                                     | 6                                     | -                                     | -                                     | Singin' the Blues                                |
| 1956           | Bad Luck                                 | -                                     | 3                                     | -                                     | -                                     | Singin' the Blues                                |
| 1957           | I Want to Get Married                    | -                                     | 14                                    | -                                     | -                                     | -                                                |
| 1957           | Troubles, Troubles, Troubles             | -                                     | 13                                    | -                                     | -                                     | -                                                |
| 1957           | Be Careful with a Fool                   | 95                                    | -                                     | -                                     | -                                     | -                                                |
| 1958           | Please Accept My Love                    | -                                     | 9                                     | -                                     | -                                     | -                                                |
| 1958           | You've Been an Angel                     | -                                     | 16                                    | -                                     | -                                     | -                                                |
| 1959           | Sugar Mama                               | -                                     | -                                     | -                                     | -                                     | -                                                |
| 1960           | Sweet Sixteen, Pt. I                     | -                                     | 2                                     | -                                     | -                                     | -                                                |
| 1960           | Walking Dr. Bill                         | -                                     | 23                                    | -                                     | -                                     | My Kind of Blues                                 |
| 1961           | Someday                                  | -                                     | 16                                    | -                                     | -                                     | My Kind of Blues                                 |
| 1961           | Peace of Mind                            | -                                     | 7                                     | -                                     | -                                     | More                                             |
| 1962           | My Sometime Baby                         | -                                     | 24                                    | -                                     | -                                     | Blues in My Heart                                |
| 1963           | The Road I Travel                        | -                                     | -                                     | -                                     | -                                     | Sings Spirituals                                 |
| 1964           | How Blue Can You Get                     | 97                                    | 21                                    | -                                     | -                                     | Blues in My Heart                                |
| 1964           | You're Gonna Miss Me                     | 107                                   | -                                     | -                                     | -                                     | Blues in My Heart                                |
| 1964           | Beautician Blues                         | 82                                    | 15                                    | -                                     | -                                     | Rock Me Baby                                     |
| 1964           | Help the Poor                            | 98                                    | 24                                    | -                                     | -                                     | Rock Me Baby                                     |
| 1964           | The Worst Thing in My Life               | -                                     | -                                     | -                                     | -                                     | Rock Me Baby                                     |
| 1964           | Rock Me Baby                             | 34                                    | 12                                    | -                                     | -                                     | Rock Me Baby                                     |
| 1964           | Never Trust a Woman                      | 90                                    | 29                                    | -                                     | -                                     | -                                                |
| 1964           | Please Send Me Someone to Love           | -                                     | -                                     | -                                     | -                                     | Confessin' the Blues                             |
| 1965           | I Need You                               | -                                     | -                                     | -                                     | -                                     | Confessin' the Blues                             |
| 1965           | Blue Shadows                             | 97                                    | 25                                    | -                                     | -                                     | Rock Me Baby                                     |
| 1966           | Eyesight to the Blind                    | -                                     | 31                                    | -                                     | -                                     | Rock Me Baby                                     |
| 1966           | Ain't Nobody's Business                  | -                                     | -                                     | -                                     | -                                     | -                                                |
| 1966           | Don't Answer the Door, Pt. I             | 72                                    | 2                                     | -                                     | -                                     | Blues Is King                                    |
| 1966           | I Stay in the Mood                       | -                                     | 45                                    | -                                     | -                                     | Blues Is King                                    |
| 1966           | Waitin' for You                          | -                                     | -                                     | -                                     |                                       | Blues Is King                                    |
| 1967           | It's a Mean World                        | -                                     | 49                                    | -                                     | -                                     | -                                                |
| 1967           | The Jungle                               | 94                                    | 17                                    | -                                     | -                                     | The Jungle                                       |
| 1968           | I Don't Want You Cuttin' Off Your Hair   | -                                     | -                                     | -                                     | -                                     | His Best – The Electric B. B. King               |
| 1968           | Paying the Cost to Be the Boss           | 39                                    | 10                                    | -                                     | -                                     | His Best – The Electric B. B. King               |
| 1968           | I'm Gonna Do What They Do to Me          | 74                                    | 26                                    | -                                     | -                                     | Blues on Top of Blues                            |
| 1968           | The B. B. Jones                          | -                                     | 98                                    | -                                     | -                                     | His Best – The Electric B. B. King               |
| 1968           | You Put It on Me                         | 82                                    | 25                                    | -                                     | -                                     | His Best – The Electric B. B. King               |
| 1968           | The Woman I Love                         | 94                                    | 31                                    | -                                     | -                                     | His Best – The Electric B. B. King               |
| 1969           | I Want You So Bad                        | 127                                   | 34                                    | -                                     | -                                     | Live & Well                                      |
| 1969           | Get Off My Back Woman                    | 74                                    | 32                                    | -                                     | -                                     | Live & Well                                      |
| 1969           | Why I Sing the Blues                     | 61                                    | 13                                    | -                                     | -                                     | Live & Well                                      |
| 1969           | Just a Little Love                       | 76                                    | 15                                    | -                                     | -                                     | Live & Well                                      |
| 1970           | The Thrill Is Gone                       | 15                                    | 3                                     | -                                     | -                                     | Completely Well                                  |
| 1970           | So Excited                               | 54                                    | 14                                    | -                                     | -                                     | Completely Well                                  |
| 1970           | Hummingbird                              | 48                                    | 25                                    | -                                     | -                                     | Indianola Mississippi Seeds                      |
| 1970           | Worried Life                             | -                                     | 48                                    | -                                     | -                                     | Indianola Mississippi Seeds                      |
| 1970           | Ask Me No Questions                      | 40                                    | 18                                    | -                                     | -                                     | Indianola Mississippi Seeds                      |
| 1970           | Chains and Things                        | 45                                    | 6                                     | -                                     | -                                     | Indianola Mississippi Seeds                      |
| 1971           | Nobody Loves Me But My Mother            | -                                     | -                                     | -                                     | -                                     | Indianola Mississippi Seeds                      |
| 1971           | Help the Poor (re-recording)             | 90                                    | 36                                    | -                                     | -                                     | L.A. Midnight                                    |
| 1971           | Ghetto Woman                             | 68                                    | 25                                    | -                                     | -                                     | -                                                |
| 1971           | The Evil Child                           | 97                                    | 34                                    | -                                     | -                                     | -                                                |
| 1972           | Sweet Sixteen (re-recording)             | 93                                    | 37                                    | -                                     | -                                     | L.A. Midnight                                    |
| 1972           | I Got Some Help I Don't Need             | 28                                    | 92                                    | -                                     | -                                     | L.A. Midnight                                    |
| 1972           | Ain't Nobody Home                        | 46                                    | 28                                    | -                                     | -                                     | B. B. King in London                             |
| 1972           | Guess Who                                | 62                                    | 21                                    | -                                     | -                                     | Guess Who                                        |
| 1973           | To Know You Is to Love You               | 38                                    | 12                                    | -                                     | -                                     | To Know You Is to Love You                       |
| 1974           | I Like to Live the Love                  | 28                                    | 6                                     | -                                     | -                                     | To Know You Is to Love You                       |
| 1974           | Who Are You                              | 78                                    | 27                                    | -                                     | -                                     | To Know You Is to Love You                       |
| 1974           | Philadelphia                             | 64                                    | 19                                    | -                                     | -                                     | Friends                                          |
| 1975           | My Song                                  | -                                     | -                                     | -                                     | -                                     | Friends                                          |
| 1975           | Friends                                  | -                                     | 34                                    | -                                     | -                                     | Friends                                          |
| 1976           | Let the Good Times Roll                  | 101                                   | 20                                    | -                                     | -                                     | Bobby Bland and B. B. King Together Again...Live |
| 1977           | Slow and Easy                            | -                                     | 88                                    | -                                     | -                                     | King Size                                        |
| 1978           | Never Make a Move Too Soon               | 102                                   | 19                                    | -                                     | -                                     | Midnight Believer                                |
| 1978           | I Just Can't Leave Your Love Alone       | -                                     | 90                                    | -                                     | -                                     | Midnight Believer                                |
| 1979           | Better Not Look Down                     | 110                                   | 30                                    | -                                     | -                                     | Take It Home                                     |
| 1981           | There Must Be a Better World Somewhere   | -                                     | 91                                    | -                                     | -                                     | There Must Be a Better World Somewhere           |
| 1985           | Into the Night                           | 107                                   | 15                                    | -                                     | -                                     | Six Silver Strings                               |
| 1985           | Big Boss Man                             | -                                     | 62                                    | -                                     | -                                     | Six Silver Strings                               |
| 1988           | When Love Comes to Town (avec U2)        | 68                                    | -                                     | 2                                     | 6                                     | Rattle and Hum                                   |
| 1992           | The Blues Come Over Me                   | -                                     | 63                                    | -                                     | -                                     | There is Always One More Time                    |
| 1992           | Since I Met You Baby (avec Gary Moore)   | -                                     | -                                     | -                                     | 59                                    | After Hours                                      |
| 2000           | Riding with the King (avec Eric Clapton) | -                                     | -                                     | 26                                    | -                                     | Riding with the King                             |
|                |                                          | Drapeau des États-Unis                | R&B                                   | Rock                                  | Drapeau de la Grande-Bretagne         |                                                  |